# Jonaswalde
Jonaswalde è un comune della Germania di 316 abitanti situato nel circondario dell'Altenburger Land in Turingia.